# Уканахо
Уканахо (груз. უკანახო) — село в Грузії.
За даними перепису населення 2014 року в селі проживає 4 особи.